# گولتن کیشاناک
گولتن کیشاناک (انگلیسی: Gültan Kışanak؛ زادهٔ ۱۵ مهٔ ۱۹۶۱) سیاست‌مدار کرد اهل ترکیه واز نمایندگان سابق واعضای حزب دموکراتیک خلق ها در پارلمان ترکیه می باشد.
دادگاهی در ترکیه روز شنبه ۳ فوریه ۲۰۱۹ به اتهام آنچه «ارتباط با سازمان‌های تروریستی» و «نشر تبلیغات تروریستی» عنوان شد، کیشاناک را به ۱۴ سال و سه ماه زندان محکوم کرد. کیشاناک در سال ۲۰۱۶ بازداشت شده بود. گولتن کیشاناک، شهردار پیشین شهر کردنشین دیاربکر، و نماینده کردها در پارلمان ترکیه است